# Composizioni di Giovanni Paisiello
Lista delle composizioni di Giovanni Paisiello (1740-1816).

## Opere

### Elenco secondo catalogo
- R 1.00 La moglie in calzoni (18.2.1764, Modena)
- R 1.01 Il ciarlone (12.5.1764, Bologna) — persa
- R 1.02 I francesi brillanti (24.6.1764, Bologna)
- R 1.03 Madama l'umorista, o Gli stravaganti (26.1.1765, Modena) — persa
- R 1.04 L'amore in ballo (carnevale 1765, Venezia S Moisè)
- R 1.05 La mascherata delle nozze di Bacco e d'Arianna (11.2.1765, Modena)
- I bagni d'Abano (primavera 1765, Parma)
- Il negligente (1765, Parma)
- Pulcinella vendicato nel ritorno di marechiaro (1765, Napoli, Teatro Bellini)
- R 1.05a Le virtuose ridicole (1765, Parma)
- R 1.06 Le nozze disturbate (carnevale 1776, Venezia S Moisè)
- R 1.07 Le finte contesse (2.1766, Roma Valle) [Il Marchese di Tulissano?]
- R 1.08 La vedova di bel genio (primavera 1766, Napoli, Teatro Nuovo)
- R 1.09 Le 'mbroglie de le Bajasse (carnevale 1767, Napoli) — persa
- R 1.09a La serva fatta padrona (estate 1769, Napoli) 2° versione di Le 'mbroglie de le Bajasse
- R 1.10 L'idolo cinese (primavera 1767, Napoli, Teatro Nuovo)
- R 1.11 Licenza a L'idolo cinese
- R 1.12 Lucio Papirio dittatore, dramma per musica in 3 atti, libretto di Apostolo Zeno (30 giugno 1767, Teatro San Carlo di Napoli)
- R 1.13 Il furbo malaccorto (inverno 1767, Napoli, Teatro Nuovo)
- R 1.14 Alceste in Ebuda, ovvero Olimpia (20.1.1768, Napoli, Teatro San Carlo con Anna Maria Strada e Gaetano Majorano)
- R 1.15 Le nozze di Peleo e Tetide (25.5.1768, Teatrino di corte (Napoli) con Lucrezia Agujari) [Festa teatrale in musica]
- R 1.16 Licenza a Peleo
- R 1.17 La luna abitata (estate 1768, Napoli, Teatro Nuovo)
- R 1.18 La finta maga per vendetta (autunno? 1768, Napoli, Teatro dei Fiorentini)
- R 1.19 L'osteria di Marechiaro (inverno 1768, Napoli, Teatro dei Fiorentini)
- R 1.20 La Claudia vendicata (eseguito come atto III di L'osteria 1770, Napoli)
- R 1.21 Don Chisciotte della Mancia (estate 1769, Napoli, Teatro dei Fiorentini)
- R 1.22 L'arabo cortese (inverno 1769 Napoli, Teatro Nuovo)
- R 1.23 La Zelmira, o sia La marina del Granatello (estate 1770 Napoli, Teatro Nuovo)
- R 1.24 Le trame per amore, commedia per musica in 3 atti, libretto di Francesco Cerlone (7 ottobre 1770, Teatro Nuovo (Napoli))
- R 1.25 Demetrio (Quaresima 1771, Modena)
- R 1.26 Annibale in Torino (16.1.1771, Teatro Regio di Torino diretta da Gaetano Pugnani)
- R 1.27 La somiglianza de' nomi (primavera 1771 Napoli, Teatro Nuovo)
- R 1.28 and 1.29 I scherzi d'amore e di fortuna (estate 1771 Napoli, Teatro Nuovo)
- R 1.30 Artaserse (26.12.1771 Modena)
- R 1.31 Semiramide in villa (carnevale 1772 Rome, Teatro Capranica)
- R 1.32 Motezuma (1.1772 Roma, Dame)
- R 1.33 La Dardanè (primavera 1772 Napoli, Teatro Nuovo)
- R 1.34 Gli amante comici (autunno 1772 Napoli, Teatro Nuovo)
- Don Anchise Campanone (1773 Venezia) [rev. Gli amante comici]
- R 1.35 L'innocente fortunata (carnevale 1773 Venezia S Moisè)
- R 1.36 Sismano nel Mogol (carnevale 1773 Milano, Teatro Regio Ducal)
- R 1.37 Il tamburo (primavera 1773 Napoli, Teatro Nuovo) [Il tamburo notturno]
- R 1.38 La semplice fortunata (estate 1773, Napoli)
- R 1.39 Alessandro nell'Indie (26.12.1773 Modena) — frammento
- R 1.40 Andromeda (carnevale 1774 Milano, Teatro Regio Ducal)
- R 1.41 Il duello (primavera 1774 Napoli, Teatro Nuovo)
- R 1.42 Il credulo deluso (autunno 1774 Napoli, Teatro Nuovo)
- R 1.43 La frascatana (autunno 1774 Venezia, S Samuele) [L'infante de Zamora]
- R 1.44 Il divertimento dei numi (4.12.1774 Napoli, Reale)
- R 1.45 Demofoonte (carnevale 1775 Venezia, S Benedetto)
- R 1.46 La discordia fortunata (carnevale 1775 Venezia, S Samuele) [L'avaro deluso]
- R 1.47 Le astuzie amorose (primavera 1775 Napoli, Teatro Nuovo)
- R 1.48 Socrate immaginario (autunno 1775 Napoli, Teatro Nuovo)
- R 1.49 Il gran Cid (3.11.1775 Firenze, Teatro La Pergola)
- R 1.50 Le due contesse (3.1.1776 Roma, Teatro Capranica in Palazzo alla Valle)
- R 1.51 La disfatta di Dario (carnevale 1776 Rome, Teatro Argentina)
- R 1.52 Dal finto il vero (primavera 1776 Napoli, Teatro Nuovo)
- R 1.53 Il finto spettro (26.12.1776, Mannheim)
- R 1.54 Nitteti (28.1.1777 San Pietroburgo)
- R 1.55 Lucinda e Armidoro (autunno 1777 San Pietroburgo)
- R 1.56 Achille in Sciro (6.2.1778 San Pietroburgo)
- R 1.57 Lo sposo burlato (24.7.1778 San Pietroburgo)
- R 1.58 Gli astrologi immaginari (14.2.1779 San Pietroburgo, Hermitage) [I filosofi immaginari], [Le philosophe imaginaire]
- R 1.59 Demetrio (13.6.1779, Carskoe Selo)
- R 1.60 Il matrimonio inaspettato (1779 Kammenyj Ostrov) [La contadina di spirito]
- R 1.61 La finta amante (5.6.1780 Mogilev) [Camiletta]
- R 1.62 Alcide al bivio (6.12.1780 San Pietroburgo, Hermitage)
- R 1.63 La serva padrona (10?.9.1781 Carskoe Selo)
- Il duello comico (1782 Carskoe Selo) [rev. Il duello]
- R 1.64 Il barbiere di Siviglia, ovvero La precauzione inutile (26.9.1782 San Pietroburgo)
- R 1.65 Il mondo della luna (1782 Kammenïy Ostrov)
- R 1.66 Il re Teodoro in Venezia (23.8.1784 Vienna, Burgtheater) con Michael Kelly (tenore) alla presenza di Wolfgang Amadeus Mozart
- R 1.67 Antigono, dramma per musica in 3 atti, libretto di Pietro Metastasio (12.10.1785 Napoli, Teatro di San Carlo con Giacomo David)
- R 1.68 L'amor ingegnoso, o sia La giovane scaltra (carnevale 1785 Padua)
- R 1.69 La grotta di Trofonio (12.1785 Napoli, Teatro dei Fiorentini)
- R 1.70 Olimpiade, dramma per musica in 3 atti, libretto di Pietro Metastasio (20.1.1786 Napoli, Teatro di San Carlo con Luigi Marchesi)
- R 1.71 Le gare generose (primavera 1786 Napoli, Teatro dei Fiorentini) [Gli schiavi per amore; Le bon maître, ou L'esclave par amour]
- R 1.72 Pirro, dramma per musica in 3 atti, libretto di Giovanni De Gamerra (12.1.1787 Napoli, Teatro di San Carlo con Giacomo David)
- Il barbiere di Siviglia, ovvero La precauzione inutile [rev] (1787 Napoli, Teatro dei Fiorentini)
- R 1.73 Giunone e Lucina, libretto di Carlo Sernicola (librettista) (8.9.1787 Napoli, Teatro di San Carlo con Giacomo David)
- R 1.74 La modista raggiratrice (autunno 1787 Napoli, Teatro dei Fiorentini) [La scuffiara amante, o sia Il maestro di scuola  napolitano; La scuffiara raggiratrice]
- R 1.75 Fedra (1.1.1788 Napoli, Teatro di San Carlo con Brigida Giorgi Banti, Girolamo Crescentini e Giacomo David)
- R 1.76 L'amor contrastato (carnevale 1789 Napoli, Teatro dei Fiorentini) [L'amor contrastato o sia La molinarella]
- R 1.77 Catone in Utica, dramma per musica in 3 atti, libretto di Metastasio (5.2.1789 Napoli, Teatro di San Carlo con la Banti, Crescentini e David)
- R 1.78 Nina, o sia La pazza per amore (25.6.1789 Caserta)
- R 1.79 I zingari in fiera (21.11.1789 Napoli, Teatro dei Fiorentinio)
- R 1.80 Le vane gelosie (primavera 1790 Napoli, Teatro dei Fiorentini)
- R 1.81 Zenobia in Palmira (30.5.1790 Napoli, Teatro di San Carlo con la Banti)
- La molinara (1790 Vienna) [rev. L'amor contrastato]
- Nina, o sia La pazza per amore [rev] (1790 Napoli, Teatro dei Fiorentini)
- R 1.82 Ipermestra (6.1791 Padova)
- R 1.83 La locanda (16.6.1791 Londra Pantheon) [La locanda di falcone; Lo stambo in Berlina]
- R 1.84 I giuochi d'Agrigento (16.5.1792 Venezia La Fenice)
- Il fanatico in Berlina (1792 Napoli, Teatro dei Fiorentini) [rev. La locanda]
- R 1.85 Il ritorno d'Idomeneo in Creta (autunno 1792 Perugia) — persa
- R 1.86 Elfrida (4.11.1792 Napoli, Teatro di San Carlo) [Adevolto]
- R 1.87 Elvira (12.1.1794 Napoli, Teatro di San Carlo)
- R 1.88 Didone abbandonata (4.11.1794 Napoli, Teatro di San Carlo con Domenico Bruni (cantante))
- Nina, o sia La pazza per amore [rev 2] (1795 Napoli, Teatro dei Fiorentini)
- Chi la dura la vince, commedia per musica in 2 atti, libretto di Saverio Zini (9.6.1797 Teatro alla Scala di Milano S)
- R 1.89 La Daunia felice (26.6.1797 Foggia, Palazzo Dogana)
- R 1.90 Andromaca (4.11.1797 Napoli, Teatro di S Carlo)
- R 1.91 L'inganno felice (1798 Napoli, Teatro dei Fiorentini)
- R 1.92 L'isola disabitata (3.7.1799, Lisbona) — persa
- R 1.93 La Pace
- R 1.94 Proserpine (28.3.1803 Opéra national de Paris)
- R 1.95 Elisa (19.3.1807 Napoli, Teatro di S Carlo) [+ Mayr]
- R 1.96 I pittagorici (19.3.1808 Napoli, Teatro di San Carlo con Giovanni Battista Velluti e Gaetano Crivelli)

### Elenco in ordine cronologico
| Titolo                                                 | Genere                                   | Atti | Librettista                                              | Première                         | Città, Teatro                                      | Note |
| ------------------------------------------------------ | ---------------------------------------- | ---- | -------------------------------------------------------- | -------------------------------- | -------------------------------------------------- | --- |
| Le virtuose ridicole                                   | dramma giocoso                           | 3    | Carlo Goldoni                                            | 21 gennaio 1764                  | Parma, Teatro Regio Ducale                         | |
| La moglie in calzoni                                   | dramma giocoso                           | 3    | J. A. Nelli                                              | 1764                             | Modena, Teatro Rangoni                             | |
| Il ciarlone                                            | dramma giocoso                           | 3    | Giuseppe Palomba                                         | 12 maggio 1764                   | Bologna, Teatro Marsigli-Rossi                     | |
| I francesi brillanti                                   | dramma giocoso                           | 3    | Pasquale Mililotti                                       | 24 giugno 1764                   | Bologna, Teatro Marsigli-Rossi                     | |
| L'amore in ballo                                       | dramma giocoso                           | 3    | Antonio Bianchi                                          | inizio gennaio 1765              | Venezia, Teatro San Moisè                          | |
| Madama l'umorista                                      | dramma giocoso                           | 3    | Antonio Palomba                                          | 26 gennaio 1765                  | Modena, Teatro Rangoni                             | Revisione di La donna di tutti i caratteri, di Pietro Alessandro Guglielmi (1762) |
| Le nozze disturbate                                    | dramma giocoso                           | 3    | Gaetano Martinelli                                       | carnevale 1766                   | Venezia, Teatro San Moisè                          | |
| Le finte contesse                                      | intermezzo                               | 2    |                                                          | febbraio 1766                    | Roma, Teatro Valle                                 | Da Il marchese villano di Pietro Chiari |
| La vedova di bel genio                                 | commedia per musica                      | 3    | Pasquale Mililotti                                       | primavera 1766                   | Napoli, Teatro Nuovo                               | |
| Il furbo malaccorto                                    | commedia per musica                      | 3    | Giovanni Battista Lorenzi                                | inverno 1767                     | Napoli, Teatro Nuovo                               | |
| Le 'mbroglie de la Bajasse                             | commedia per musica                      | 3    | Pasquale Mililotti                                       | carnevale 1767                   | Napoli, Teatro dei Fiorentini                      | Revisione: La serva fatta padrona, Napoli, Teatro dei Fiorentini, estate 1769 |
| L'idolo cinese                                         | commedia per musica                      | 3    | Giovanni Battista Lorenzi                                | primavera 1767                   | Napoli, Teatro Nuovo                               | |
| Lucio Papirio dittatore (Lucio Papirio, Quinto Fabio)  | dramma per musica                        | 3    | Apostolo Zeno                                            | 30 giugno 1767                   | Napoli, Teatro San Carlo                           | |
| Olimpia (Alceste in Ebuda ovvero Olimpia)              | dramma per musica                        | 3    | Andrea Trabucco                                          | 20 gennaio 1768                  | Napoli, Teatro San Carlo                           | |
| Peleo (Le nozze di Peleo e Tetide)                     | festa teatrale in musica                 | 2    | Giovanni Battista Basso Bassi                            | 25 maggio 1768 (forse 31 maggio) | Napoli, Teatro San Carlo                           | |
| La luna abitata                                        | commedia per musica                      | 3    | Giovanni Battista Lorenzi                                | estate 1768                      | Napoli, Teatro Nuovo                               | |
| La finta maga per vendetta                             | commedia per musica                      | 3    | Giovanni Battista Lorenzi                                | autunno 1768                     | Napoli, Teatro dei Fiorentini                      | |
| L'osteria di Marechiaro                                | commedia per musica                      | 2    | Francesco Cerlone                                        | carnevale 1769                   | Napoli, Teatro dei Fiorentini                      | |
| Don Chisciotte della Mancia                            | commedia per musica                      | 3    | Giovanni Battista Lorenzi                                | estate 1769                      | Napoli, Teatro dei Fiorentini                      | Da Miguel de Cervantes |
| L'arabo cortese                                        | commedia per musica                      | 3    | Pasquale Mililotti                                       | inverno 1769                     | Napoli, Teatro Nuovo                               | |
| La Zelmira                                             | commedia per musica                      | 3    | Francesco Cerlone                                        | estate 1770                      | Napoli, Teatro Nuovo                               | |
| Le trame per amore                                     | commedia per musica                      | 3    | Francesco Cerlone                                        | 7 ottobre 1770                   | Napoli, Teatro Nuovo                               | |
| Annibale in Torino                                     | dramma per musica                        | 3    | Jacopo Durandi                                           | 16 gennaio 1771                  | Torino, Teatro Regio                               | |
| Demetrio                                               | dramma per musica                        | 3    | Pietro Metastasio                                        | carnevale 1771                   | Modena, Teatro di Corte                            | Prima versione |
| La somiglianza de' nomi                                | commedia per musica                      | 3    | Pasquale Mililotti                                       | primavera 1771                   | Napoli, Teatro Nuovo                               | |
| I scherzi di amore e di fortuna                        | commedia per musica                      | 3    | Francesco Cerlone                                        | estate 1771                      | Napoli, Teatro Nuovo                               | |
| Artaserse                                              | dramma per musica                        | 3    | Pietro Metastasio                                        | 26 dicembre 1771                 | Modena, Teatro di Corte                            | Da Le Cid di Pierre Corneille e Xerxès di Prosper Jolyot de Crébillon |
| Montezuma                                              | dramma per musica                        | 3    | Vittorio Amedeo Cigna-Santi                              | gennaio 1772                     | Roma, Teatro delle Dame                            | |
| La Semiramide in villa                                 | intermezzo                               | 2    |                                                          | carnevale 1772                   | Roma, Teatro Capranica                             | |
| La Dardané                                             | commedia per musica                      | 3    | Francesco Cerlone                                        | primavera 1772                   | Napoli, Teatro Nuovo                               | |
| Gli amanti comici                                      | commedia per musica                      | 3    | Giovanni Battista Lorenzi                                | autunno 1772                     | Napoli, Teatro Nuovo                               | Revisione: Don Anchise Campanone, Venezia, Teatro San Samuele, autunno 1773 |
| L'innocente fortunata                                  | dramma giocoso                           | 3    | Filippo Livigni                                          | carnevale 1773                   | Venezia, Teatro San Moisè                          | Revisione: La semplice fortunata, Napoli, Teatro Nuovo, estate 1773 |
| Sismano nel Mogol                                      | dramma per musica                        | 3    | Giovanni De Gamerra                                      | 30 gennaio 1773                  | Milano, Teatro Regio Ducale                        | |
| Il tamburo                                             | commedia per musica                      | 3    | Giovanni Battista Lorenzi                                | primavera 1773                   | Napoli, Teatro Nuovo                               | Da The Drummer di Joseph Addison Revisione: Il tamburo notturno, Venezia, Teatro San Moisè, autunno 1773 |
| Alessandro nell'Indie                                  | dramma serio                             | 3    | Pietro Metastasio                                        | 26 dicembre 1773                 | Modena, Teatro di Corte                            | |
| Andromeda                                              | dramma per musica                        | 3    | Vittorio Amedeo Cigna-Santi                              | carnevale 1774                   | Milano, Teatro Regio Ducale                        | |
| Il duello                                              | commedia per musica                      | 1    | Giovanni Battista Lorenzi                                | primavera 1774                   | Napoli, Teatro Nuovo                               | Revisione: Il duello comico, San Pietroburgo, Palazzo Imperiale di Carskoe Selo, 1782 Revisione: Le duel comique (libretto di (P.-L. Moline), Parigi, Comédie-Italienne, 16 ottobre 1776                                                                               |
| Il credulo deluso                                      | commedia per musica                      | 3    |                                                          | settembre 1774                   | Napoli, Teatro Nuovo                               | Da Il mondo della luna di Carlo Goldoni |
| La frascatana                                          | dramma giocoso                           | 3    | Filippo Livigni                                          | autunno 1774                     | Venezia, Teatro San Samuele                        | Revisione: L'infante de Zamora, (libretto di N. E. Framery) Strasburgo 1779 e Versailles 1781 |
| Il divertimento de' numi (Lo scherzo degli dei)        | scherzo rappresentativo per musica       | 1    | Giovanni Battista Lorenzi                                | 4 dicembre 1774                  | Napoli, Palazzo Reale                              | |
| Demofoonte                                             | dramma per musica                        | 3    | Pietro Metastasio                                        | 3 gennaio 1775                   | Venezia, Teatro San Benedetto                      | |
| La discordia fortunata                                 | dramma giocoso                           | 3    |                                                          | carnevale 1775                   | Venezia, Teatro San Samuele                        | |
| Le astuzie amorose                                     | commedia per musica                      | 3    | Francesco Cerlone                                        | primavera 1775                   | Napoli, Teatro Nuovo                               | |
| Il Socrate immaginario                                 | commedia per musica                      | 3    | Giovanni Battista Lorenzi e Galiani                      | ottobre 1775                     | Napoli, Teatro Nuovo                               | |
| Il gran Cid                                            | dramma per musica                        | 3    | Giuseppe Giovacchino Pizzi e Giovan Gualberto Bottarelli | autunno 1775                     | Firenze, Teatro della Pergola                      | Da Le Cid di Pierre Corneille |
| Le due contesse                                        | intermezzo                               | 2    | Giuseppe Petrosellini                                    | 3 gennaio 1776                   | Roma, Teatro Valle                                 | Revisione: Les deux contesses, (libretto di N. E. Framery) Strasburgo e Versailles 1781 |
| La disfatta di Dario                                   | dramma per musica                        | 3    | Duca di S. Angelo Morbilli                               | carnevale 1776                   | Roma, Teatro Argentina                             | |
| Dal finto il vero                                      | commedia per musica                      | 3    | Saverio Zini                                             | primavera 1776                   | Napoli, Teatro Nuovo                               | |
| Nitteti                                                | dramma per musica                        | 3    | Pietro Metastasio                                        | 28 gennaio 1777                  | San Pietroburgo, Palazzo Imperiale                 | |
| Lucinda ed Armidoro                                    | azione teatrale                          | 2    | Marco Coltellini                                         | 24 ottobre 1777                  | San Pietroburgo, Palazzo Imperiale                 | |
| Achille in Sciro                                       | dramma per musica                        | 3    | Pietro Metastasio                                        | 6 febbraio 1778                  | San Pietroburgo                                    | |
| Lo sposo burlato                                       | dramma giocoso                           | 2    | Giovanni Battista Casti                                  | 24 luglio 1778                   | San Pietroburgo, Palazzo Imperiale                 | Pasticcio comprendente musiche di altri compositori |
| I filosofi immaginari (Gli astrologi immaginari)       | dramma giocoso                           | 2    | Giovanni Bertati                                         | 14 febbraio 1779                 | San Pietroburgo, Teatro dell'Ermitage              | Col titolo Le philosophe imaginaire, (libretto di P. U. Du Boisson): Parigi, Théâtre des Tuileries, 1780 Col titolo I visionari: Dresda, 1793 |
| Demetrio                                               | dramma per musica                        | 2    | Pietro Metastasio                                        | 24 giugno 1779                   | San Pietroburgo, Palazzo Imperiale di Carskoe Selo | Seconda versione |
| Il matrimonio inaspettato (La contadina di spirito)    | dramma giocoso                           | 1    | Pietro Chiari                                            | 1º novembre 1779                 | San Pietroburgo, Kamennyj Ostrov                   | Col titolo Le marquis Tulipano, (libretto di C. J. A. Gourbillon): Parigi, Théâtre de Monsieur, 28 gennaio 1789 |
| La finta amante                                        | opera buffa                              | 2    | Giovanni Battista Casti (attribuzione dubbia)            | 5 giugno 1780                    | Ucraina (Mogilëv)                                  | |
| Alcide al bivio                                        | festa teatrale                           | 2    | Pietro Metastasio                                        | 6 dicembre 1780                  | San Pietroburgo, Ermitage                          | |
| La serva padrona                                       | intermezzo                               | 2    | Gennaro Antonio Federico                                 | 10 settembre 1781                | San Pietroburgo, Palazzo Imperiale di Carskoe Selo | |
| Il barbiere di Siviglia, ovvero La precauzione inutile | dramma giocoso                           | 4    | Giuseppe Petrosellini                                    | 26 settembre 1782                | San Pietroburgo, Teatro dell'Ermitage              | Da Il barbiere di Siviglia di Pierre-Augustin Caron de Beaumarchais. Col titolo Le barbier de Séville, (libretto di N. E. Framery): Versailles, 14 settembre 1784 Col titolo Le barbier de Séville, (libretto di P.-L. Moline): Parigi, 1787                           |
| Il mondo della luna                                    | festa teatrale comica                    | 1    |                                                          | 5 ottobre 1783                   | San Pietroburgo, Kamennyj Ostrov                   | Da Carlo Goldoni |
| Il re Teodoro in Venezia                               | dramma eroicomico                        | 2    | Giovanni Battista Casti                                  | 23 agosto 1784                   | Vienna, Burgtheater                                | Dal Candido di Voltaire. Col titolo Le roi Théodore à Venise, (libretto di P. U. Du Boisson): Fontainebleau, 28 ottobre 1786 Col titolo Le roi Théodore à Venise, (libretto di P.-L. Moline): Parigi, Opéra, 11 settembre 1787                                         |
| Antigono                                               | dramma per musica                        | 3    | Pietro Metastasio                                        | 12 gennaio 1785                  | Napoli, Teatro San Carlo                           | con Giacomo David |
| L'amore ingegnoso                                      | intermezzo                               | 2    |                                                          | carnevale 1785                   | Roma, Teatro Valle                                 | |
| La grotta di Trofonio                                  | commedia per musica                      | 2    | Giuseppe Palomba                                         | autunno 1785                     | Napoli, Teatro dei Fiorentini                      | Da Giovanni Battista Casti |
| Olimpiade                                              | dramma per musica                        | 3    | Pietro Metastasio                                        | 20 gennaio 1786                  | Napoli, Teatro San Carlo                           | Revisione: Napoli, Teatro San Carlo, 30 maggio 1793 |
| Le gare generose                                       | commedia per musica                      | 2    | Giuseppe Palomba                                         | primavera 1786                   | Napoli, Teatro dei Fiorentini                      | Da Amiti e Ontario, o i selvaggi di Ranieri de' Calzabigi Col titolo Gli schiavi per amore: Londra, King's Theatre, 24 aprile 1787 Col titolo Le bon maître, ou L'esclave par amour, (libretto di Gourbillon e P. G. Parisau): Parigi, Théâtre de Monsieur, marzo 1790 |
| Pirro (Pirro re di Epiro)                              | dramma per musica                        | 3    | Giovanni De Gamerra                                      | 12 gennaio 1787                  | Napoli, Teatro San Carlo                           | |
| Giunone Lucina (Giunone e Lucina)                      | componimento drammatico                  | 1    | Carlo Sernicola                                          | 8 settembre 1787                 | Napoli, Teatro San Carlo                           | |
| La modista raggiratrice                                | commedia per musica                      | 3    | Giovanni Battista Lorenzi                                | autunno 1787                     | Napoli, Teatro dei Fiorentini                      | Da Il Filippo di Gennaro Antonio Federico. Col titolo La scuffiara raggiratrice: Firenze, 1788 Col titolo La scuffiara amante, o sia Il maestro de scuola napolitano: Roma, 1788 Col titolo La cuffiara: Monza, 1789                                                   |
| Fedra                                                  | dramma per musica                        | 3    | Luigi Bernardo Salvioni                                  | 1º gennaio 1788                  | Napoli, Teatro San Carlo                           | Da Ippolito e Aricia di Carlo Innocenzo Frugoni |
| L'amor contrastato (La molinara)                       | commedia per musica                      | 3    | Giuseppe Palomba                                         | autunno 1788                     | Napoli, Teatro dei Fiorentini                      | |
| Catone in Utica                                        | dramma per musica                        | 3    | Pietro Metastasio                                        | 5 febbraio 1789                  | Napoli, Teatro San Carlo                           | con Giacomo David |
| Nina, o sia La pazza per amore                         | commedia in prosa ed in versi per musica | 1    | Giuseppe Carpani                                         | 25 giugno 1789                   | Caserta, Belvedere di San Leucio del Palazzo Reale | Da Nina ou La folle par amour di Benoît-Joseph Marsollier des Vivetières. Con aggiunte di Giovanni Battista Lorenzi Revisione: Napoli, Teatro dei Fiorentini, 1790 |
| I zingari in fiera                                     | dramma per musica                        | 2    | Giuseppe Palomba                                         | 21 novembre 1789                 | Napoli, Teatro del Fondo                           | |
| Le vane gelosie                                        | commedia per musica                      | 3    | Giovanni Battista Lorenzi                                | primavera o inizio estate 1790   | Napoli, Teatro dei Fiorentini                      | |
| Zenobia in Palmira                                     | dramma per musica                        | 2    | Gaetano Sertor                                           | 30 maggio 1790                   | Napoli, Teatro San Carlo                           | |
| Ipermestra                                             | dramma per musica                        | 3    | Pietro Metastasio                                        | 13 giugno 1791                   | Padova, Teatro Nuovo                               | |
| La locanda (Lo strambo in berlina)                     | dramma giocoso                           | 2    | Giuseppe Tonioli                                         | 16 giugno 1791                   | Londra, Pantheon Theatre                           | Da Giovanni Bertati Revisione: Il fanatico in berlina (3 atti), Napoli, Teatro dei Fiorentini, carnevale 1792 |
| I giuochi d'Agrigento                                  | dramma per musica                        | 3    | Alessandro Ercole Pepoli                                 | 16 maggio 1792                   | Venezia, Teatro La Fenice                          | |
| Elfrida (Adelvolto)                                    | tragedia per musica                      | 2    | Ranieri de' Calzabigi                                    | 4 novembre 1792                  | Napoli, Teatro San Carlo                           | Da Elfirda di William Mason |
| Elvira                                                 | tragedia per musica                      | 3    | Ranieri de' Calzabigi                                    | 12 gennaio 1794                  | Napoli, Teatro San Carlo                           | |
| Didone abbandonata                                     | dramma per musica                        | 2    | Pietro Metastasio                                        | 4 novembre 1794                  | Napoli, Teatro San Carlo                           | |
| La Daunia felice                                       | festa teatrale                           | 1    | F. P. Massari                                            | 25 giugno 1797                   | Foggia, Palazzo Dogana                             | |
| Andromaca                                              | dramma per musica                        | 2    | Giovanni Battista Lorenzi                                | 18 novembre 1797                 | Napoli, Teatro San Carlo                           | Da Antonio Salvi e dall'Andromaca di Jean Racine |
| L'inganno felice                                       | commedia per musica                      | 2    | Giuseppe Palomba                                         | inverno 1798                     | Napoli, Teatro del Fondo                           | |
| L'isola disabitata                                     | intermezzo (cantata seria per musica)    | 2    | Pietro Metastasio                                        | 3 luglio 1799                    | Lisbona, Theatro de São Carlos                     | |
| Il nuovo maestro di cappella                           | intermezzo giocoso                       | 1    |                                                          | 10 luglio 1801                   | Parigi, Opéra Comique                              | |
| Proserpine                                             | tragédie lyrique                         | 3    | Pierre-Nicolas-François Guillard                         | 29 marzo 1803                    | Parigi, Opéra (Théâtre des Arts)                   | Da Philippe Quinault Revisione: Proserpina (libretto di G. Sanseverino) |
| Il passaggio del Monte S. Bernardo                     | scene                                    |      | Antonio Nicolini (attribuzione dubbia)                   | 19 marzo 1807                    | Napoli, Teatro San Carlo                           | Epilogo per Elisa di Simone Mayr |
| I pittagorici                                          | dramma                                   | 1    | Vincenzo Monti                                           | 19 marzo 1808                    | Napoli, Teatro San Carlo                           | |

### Opere dubbie
- Il mondo alla rovescia, Bologna
- I bagni d'Albano, Parma
- Le pescatrici, Venezia
- Il giocatore, Firenze
- Il finto principe, Bologna
- Il negligente, Parma

## Cantate
- R 2.01 – L'Ebone, testo di Saverio Mattei (lost) 1768 al Teatro San Carlo di Napoli
- R 2.02 – La sorpresa delli Dei (lost)
- R 2.03 – 2 Notturni
- R 2.04 – La Partenza
- R 2.05 – La Libertà e Palinodia a Nice
- R 2.06 – Il Ritorno di Perseo
- R 2.07 – Amor vendicato
- R 2.08 – Il Genio Poetico Appagato
- R 2.09 – Cantata epitalamica (lost)
- R 2.10 – Canone a 4 voci
- R 2.11 – Le nozze di Silvio e Clori
- R 2.12 – La Volontaria
- R 2.13 – Il mio bene, il mio tesoro
- R 2.14 – Birthday Cantata for Prince Felice of Lucca
- R 2.15 – Tirsi a Fille
- R 2.16 – Fille a Tirsi
- R 2.17 – La Lontananza di Tirsi
- R 2.18 – La scusa
- R 2.19 – Riede omai la nuova aurora
- R 2.20 – 3 Notturni per 2 soprano

## Oratori, Passioni e musica sacra
- R 3.01 – Il sacrificio di Jephte (perduto)
- R 3.02 – La Passione di Nostro Signor Gesù Cristo
- R 3.03 – Passio secondo Matteo
- R 3.04 – Passio secondo Giovanni
- R 3.05 – Il transito di San Luigi Gonzaga
- R 3.06 – Cantata fatta in occasione della traslazione del sangue di S. Gennaro
- R 3.07 – Baldassare
- R 3.08 – Cantata per la Solennità del SS. Corpo di Cristo
- R 3.09 – Cantata per la traslazione del sangue del glorioso martire S. Gennaro
- R 3.10 – Il fonte prodigioso di Orebre (perduto)
- R 3.11 – Passio per la domenica delle Palme
- R 3.12 – Passio per il Venerdì Santo

## Composizioni religiose per la Cappella di Napoleone
- R 4.01 – Virgam virtutis tuae in Fa maggiore
- R 4.02 – Messa in Fa maggiore
- R 4.03 – Absit sonitus tubae in Re maggiore
- R 4.04 – Messa in La maggiore
- R 4.05 – Veni ferox, veni in Sol minore
- R 4.06 – Messa in Do maggiore
- R 4.07 – Splendete o coeli in Sol maggiore
- R 4.08 – Messa in Sol maggiore
- R 4.09 – Coeli stella amica in Mi bemolle maggiore
- R 4.10 – Messa in Fa maggiore
- R 4.11 – Non est in vita amara in Do maggiore
- R 4.12 – Messa in Si bemolle maggiore
- R 4.13 – Messa in Pastorale per il Natale in Sol maggiore
- R 4.14 – Messa per la domenica della Passione e delle Palme in Fa maggiore
- R 4.15 – Veni sancte spiritus in Mi bemolle maggiore
- R 4.16 – Messa per l'incoronazione di Napoleone I in Si bemolle maggiore
- R 4.17 – Deh resplende o clara stella in Re maggiore
- R 4.18 – Gratiae sint Deo devotae in Mi bemolle maggiore
- R 4.19 – Splendete o coeli in Sol maggiore
- R 4.20 – Sitibundi desolati in Re minore
- R 4.21 – Alma fax et casti in Mi bemolle maggiore
- R 4.22 – Messa in Re maggiore
- R 4.23 – Ne lucem Bene in Si bemolle maggiore
- R 4.24 – Altas Olympi fores in La maggiore
- R 4.25 – Rosae lux e coelo in La maggiore
- R 4.26 – Messa in Fa maggiore
- R 4.27 – Vivat Deus in Do maggiore
- R 4.28 – Si mare ferox murmurat in Fa maggiore
- R 4.29 – Coeli stella amica in Mi bemolle maggiore
- R 4.30 – Non est in vita amara in Do maggiore
- R 4.31 – Heu nos jam velum in Mi bemolle maggiore
- R 4.32 – Quis est? in Do maggiore
- R 4.33 – Messa in Do maggiore
- R 4.34 – Absit sonitus tubae in Re maggiore
- R 4.35 – In tuo beato ardore in Sol maggiore
- R 4.36 – O mortales summo ardore in Re maggiore
- R 4.37 – Messa in Re maggiore
- R 4.38 – Messa for the Assumption of the Blessed Virgin Mary in Sol maggiore (1809)
- R 4.39 – Sagro trattenimento musicale in Si bemolle maggiore
- R 4.40 – Sagro componimento musicale in Do maggiore
- R 4.41 – Sagro componimento musicale in Sol maggiore
- R 4.42 – Messa per la Assunzione della Beata Vergine Maria in Sol maggiore (1811)
- R 4.43 – Messa in Mi bemolle maggiore
- R 4.44 – Messa per la Assunzione della Beata Vergine Maria in Do maggiore
- R 4.45 – Messa in Si bemolle maggiore
- R 4.46 – Te Deum breve in Sol maggiore
- R 4.47 – Laudate pueri in Mi minore
- R 4.48 – Salvum fac Domine in Si bemolle maggiore

## Messe
- R 5.01 – Missa Defunctorum in Do minore
- R 5.02 – Messa in Sol maggiore
- R 5.03 – Messa in Re maggiore
- R 5.04 – Messa in Fa maggiore
- R 5.05 – Messa in Re maggiore
- R 5.06 – Messa in Si bemolle maggiore
- R 5.07 – Agnus Dei in Sol maggiore
- R 5.08 – Messa in Fa maggiore
- R 5.09 – Messa in Do maggiore
- R 5.10 – Messa in Fa maggiore
- R 5.11 – Messa in Do maggiore (in dubbio)

## Pezzi dal Proprium Missae
- R 5.51 – Introito, offertorio e communio per la messa in fa maggiore
- R 5.52 – Introito, kyrie e offertorio
- R 5.53 – Introito, graduale, offertorio, postcommunio e responsorio
- R 5.54 – Graduale: Omnes de Saba venient in sol maggiore
- R 5.55 – Offertorio: Te gloriosus, coro in re maggiore
- R 5.56 – Veni sancte spiritus in re maggiore
- R 5.57 – Exsulta jam cor meum in re maggiore
- R 5.58 – Stabat Mater del Pergolesi in do minore
- R 5.59 – Libera me Domine in re minor
- R 5.60 – Caro mea vere est cibus in si bemolle maggiore
- R 5.61 – Benedictus Rex in si bemolle maggiore

## Cantici, inni e salmi
- R 6.01 – Te Deum in si bemolle maggiore
- R 6.02 – Te Deum in do maggiore
- R 6.03 – Inno: O salutaris hostia in la maggiore
- R 6.04 – Dixit Dominus in la maggiore
- R 6.05 – Antifona: Domine ad adjuvandum in fa maggiore
- R 6.06 – Dixit Dominus in fa maggiore
- R 6.07 – Antifona: Domine ad adjuvandum in sol maggiore
- R 6.08 – Dixit Dominus in do maggiore
- R 6.09 – Dixit Dominus in re maggiore
- R 6.10 – Dixit Dominus in sol maggiore
- R 6.11 – Dixit Dominus in re maggiore
- R 6.12 – Dixit Dominus in sol maggiore
- R 6.13 – Salmo: Confitebor tibi in la maggiore
- R 6.14 – Salmo: Laudate pueri in mi bemolle maggiore
- R 6.15 – Salmo: Laudate pueri in do maggiore
- R 6.16 – Salmo: Laudate pueri in do maggiore
- R 6.17 – Salmo: Laetatus sum in re minore
- R 6.18 – Salmo: Magnificat in do maggiore
- R 6.19 – Salmo: Magnificat in sol maggiore
- R 6.20 – Litanie in sol maggiore
- R 6.21 – Responsoria Nativitatis Domini in mi minore
- R 6.22 – Responsori per la settimana santa
- R 6.23 – Responsori per il Giovedì Santo
- R 6.24 – Responsori per il Venerdì Santo
- R 6.25 – Lamentazione prima in do maggiore
- R 6.26 – Lamentazione seconda in sol maggiore
- R 6.26 – Lamentazione terza in fa maggiore
- R 6.28 – Lezione per la sera del Giovedì Santo
- R 6.29 – Christus factus est in la maggiore
- R 6.30 – Miserere a 5 in re minore
- R 6.31 – Inno: Pange lingua in do maggiore
- R 6.32 – Inno: Tantum ergo in la maggiore
- R 6.33 – 3 Tantum ergo per soprano
- R 6.34 – Inno: Tantum ergo in do maggiore
- R 6.35 – Antifona: Benedicat in fa maggiore
- R 6.36 – Antifona: Regina coeli in si bemolle maggiore
- R 6.37 – Antifona: Salve Regina in mi bemolle maggiore
- R 6.38 – Antifona: Ave maris stella in fa maggiore

## Mottetti
(completi)
- R 7.01 – Mottetto: Astra coeli in do maggiore
- R 7.02 – Mottetto: O luminosa aurora in sol maggiore
- R 7.03 – Mottetto: In corde intrepido in do maggiore
- R 7.04 – Mottetto: Mille furis in do maggiore
- R 7.05 – Mottetto: Absit sonitus in re maggiore

## Composizioni per strumenti
- R 8.01 – Quartetto per archi No.1 in Do Maggiore
- R 8.02 – Quartetto per archi No.2 in La Maggiore
- R 8.03 – Quartetto per archi No.3 in Re Maggiore
- R 8.04 – Quartetto per archi No.4 in Mi bemolle Maggiore
- R 8.05 – Quartetto per archi No.5 in Mi bemolle Maggiore
- R 8.06 – Quartetto per archi No.6 in Do Maggiore
- R 8.07 – Quartetto per archi No.7 in Mi bemolle Maggiore
- R 8.08 – Quartetto per archi No.8 in Sol Maggiore
- R 8.09 – Quartetto per archi No.9 in La Maggiore
- R 8.10 – Concerto per pianoforte No.1 in Do Maggiore
- R 8.11 – Concerto per pianoforte No.2 in Fa Maggiore
- R 8.12 – 4 Divertimenti per fiati in Mi bemolle Maggiore
- R 8.13 – 12 Divertimenti per fiati
- R 8.14 – Raccolta di rondò e capricci per fortepiano
- R 8.15 – Concerto per pianoforte No.3 in La Maggiore
- R 8.16 – Concerto per pianoforte No.4 in sol minore
- R 8.17 – Concerto per pianoforte No.5 in Re Maggiore
- R 8.18 – Concerto per pianoforte No.6 in Si bemolle Maggiore
- R 8.19 – Concerto per pianoforte No.7 in La Maggiore
- R 8.20 – Concerto per pianoforte No.8 in Do maggiore
- R 8.21 – Sonata per violino in mi minore
- R 8.22 – Marche funèbre pour le Général Hoche in do minore
- R 8.23 – Andante per corno e arpa in Do Maggiore
- R 8.24 – 3 pezzi per banda militare
- R 8.25 – Sinfonia in Do Maggiore

## Lavori di dubbia autenticità
- R E.02 – Sinfonia in E flat major
- R E.06 – Quartetto di fiati Op. 23 No.2 in re maggiore
- R E.07 – Quartetto di fiati Op. 23 No.5 in sol maggiore
- R E.08 – Quartetto di fiati Op. 23 No.4 in sol maggiore
- R E.09 – Quartetto di fiati Op. 23 No.1 in do maggiore
- R E.10 – Quartetto di fiati Op. 23 No.3 in mi minore
- R E.11 – Quartetto di fiati Op. 23 No.6 in sol maggiore
- R E.13 – Marche du Premier Consul in si bemolle maggiore
- R 8.14 – Concerto per mandolino in mi bemolle maggiore
- R 8.15 – Concerto per mandolino in do maggiore
- R 8.16 – Concerto per mandolino in sol maggiore